# Lisa Weiß
Lisa Weiß (* 29. Oktober 1987 in Düsseldorf) ist eine ehemalige deutsche Fußballtorhüterin. Seit Juli 2023 ist sie Sport-Koordinatorin der Frauenfußball-Abteilung von Fortuna Düsseldorf.

## Karriere

### Vereine
Weiß begann ihre Karriere beim Düsseldorfer Stadtteilverein Lohausener SV. Im Jahr 2006 wechselte sie zum Bundesligisten FCR 2001 Duisburg, für den sie jedoch nicht zum Einsatz kam. Nach nur einem Jahr wechselte sie zur SG Essen-Schönebeck, die seit der Saison 2012/13 als SGS Essen antritt. Am 7. Oktober 2007 (3. Spieltag) gab sie beim 1:1-Unentschieden im Heimspiel gegen den 1. FFC Turbine Potsdam ihr Bundesligadebüt. Nach 187 Bundesligaspielen wurde Weiß am 30. Mai 2018 in Essen verabschiedet und unterschrieb zur Saison 2018/19 beim Champions-League-Sieger Olympique Lyon. Zur Saison 2020/21 wechselte Weiß in die englische Liga zu Aufsteiger Aston Villa und unterschrieb dort einen Zweijahresvertrag. Nach nur einer Saison kehrte sie nach Deutschland zurück und kam in elf Punktspielen für den VfL Wolfsburg zum Einsatz, mit dem sie 2021/2022 die Deutsche Meisterschaft gewann.
Am 25. Februar gab ihr Verein VfL Wolfsburg auf seiner Webseite bekannt, dass Weiß nach der laufenden Saison ihren Vertrag nicht verlängern und ihre Karriere beenden würde.

### Nationalmannschaft
Am 22. Mai 2008 debütierte sie in der U23-Nationalmannschaft die gegen die Auswahl der Vereinigten Staaten mit 0:1 verlor. Kurze Zeit später wurde Weiß von Bundestrainerin Silvia Neid in den Vorbereitungskader für das olympische Fußballturnier 2008 aufgenommen. 2009 wurde sie in den Kader für die Europameisterschaft berufen, kam bei dieser jedoch nicht zum Einsatz. Gegen die U-23-Auswahl der Amerikanerinnen absolvierte sie am 26. Mai 2010 auch ihr sechstes und letztes Länderspiel in dieser Altersklasse.
Am 17. Februar 2010 debütierte sie in der A-Nationalmannschaft, die in Duisburg das Test-Länderspiel gegen die Auswahl Nordkoreas mit 3:0 gewann. Dabei wurde sie bereits in der 17. Minute für Nadine Angerer eingewechselt.
Zum fußballerischen Jahresabschluss gehörte sie dem Kader der A-Nationalmannschaft an, die am 23. November 2014 in London gegen die Auswahl Englands mit 3:0 gewann.
2016 und 2017 bestritt sie drei weitere Länderspiele.
Für die Europameisterschaft 2017 in den Niederlanden nahm Steffi Jones Weiß mit ins deutsche Team, das im Viertelfinale gegen Dänemark ausschied.

## Erfolge
- Deutscher Meister 2022
- Deutsche Pokalsiegerin 2022, 2023
- Französischer Meister 2019, 2020
- Französischer Pokalsieger 2019, 2020
- Champions-League-Sieger 2019
- Olympiasieger 2016
- DFB-Pokal-Finalist 2014
- Europameister 2009

## Nach der aktiven Karriere
Seit dem 15. Juli 2023 ist Lisa Weiß für die Fortuna Düsseldorf hauptamtlich als Koordinatorin Mädchen- und Frauenfußball tätig.